# Farmacologie

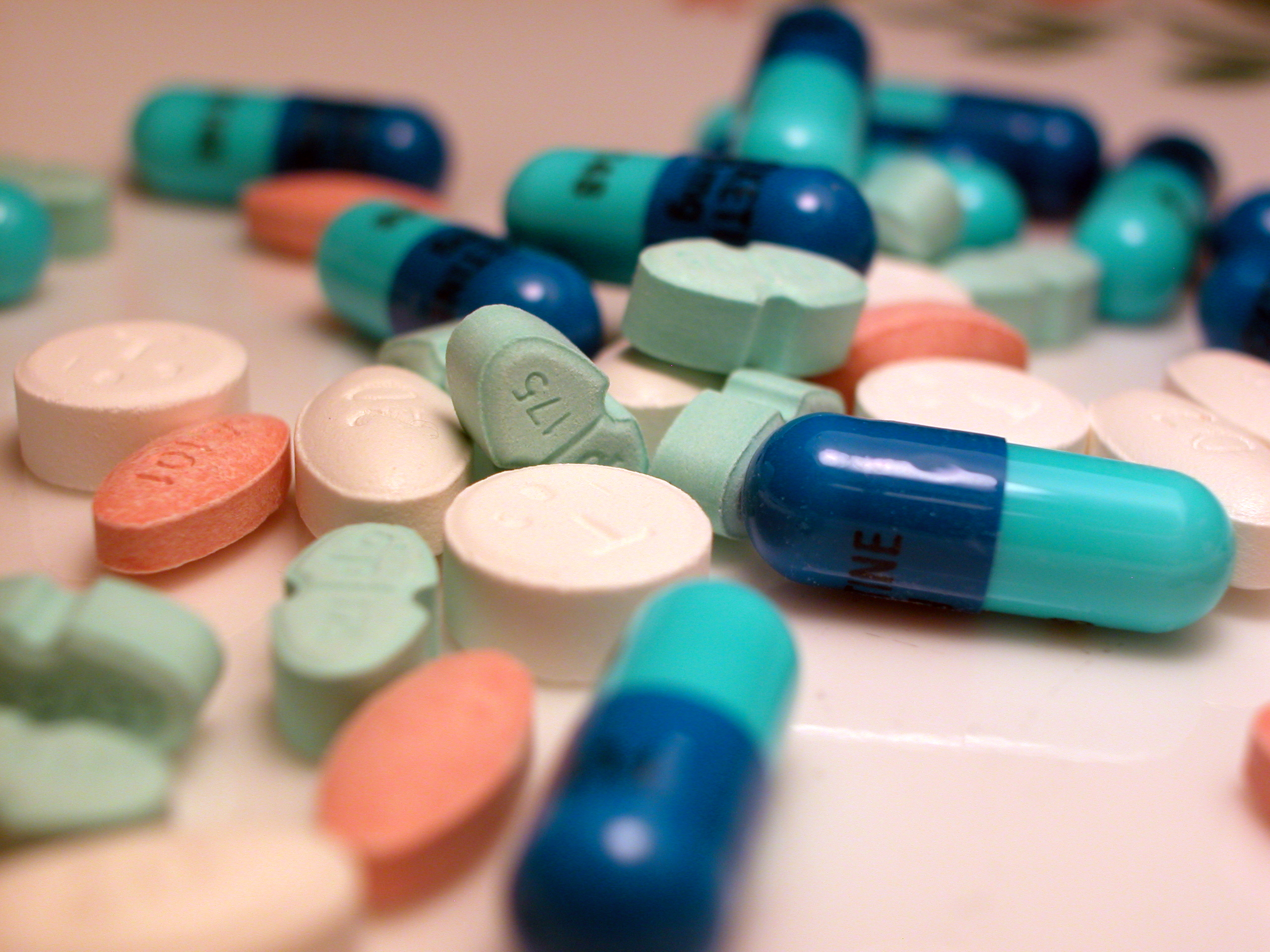
Forme farmaceutice destinate uzului oral: comprimate, capsule

Farmacologia (gr. farmakon = medicament, gr. logos = discurs - discursul despre medicamente) este știința care studiază medicamentele din perspectiva definirii acestora ca substanțe utilizate pentru profilaxia, tratamentul ori diagnosticarea bolilor. Mai exact, farmacologia se ocupă cu studiul interacțiilor care au loc între organismul viu și compușii chimici care induc un anumit efect asupra unei funcții biochimice normale sau anormale. Dacă substanțele în discuție prezintă proprietăți farmaceutice, atunci ele sunt denumite substanțe farmaceutice.

## Farmacologie generală
Despre substanțe se poate spune că au efect farmacologic în măsura în care ele exercită o anumită acțiune asupra organismului. Această acțiune este posibilă datorită afinității receptorilor din organism pentru anumite substanțe. Un factor important care trebuie luat în considerare este biodisponibilitatea.
Datorită efectelor pozitive sau negative pe care le poate avea un medicament asupra sistemelor biologice studiile pot fi făcute sau nu direct asupra omului. Acest aspect împarte farmacologia în: farmacologie preclinică, farmacologie clinică.

Relația doză efect
E=efect
C=doză
E_{max}=efect maxim
DE_{50}=doză la care apare un efect de 50% din E_{max}

### Farmacodinamie
Farmacodinamia este o ramură a farmacologiei generale care cercetează efectele și mecanismele de acțiune ale medicamentelor.
Efectul unui medicament este dependent de doza administrată. Creșterea dozei are drept consecință creșterea efectului până la o intensitate maximă care nu mai poate fi depășită.
Graficul curbei doză efect (Gauss - Laplace) este punctul de plecare pentru determinarea parametrilor farmacodinamici ce caracterizează un anumit medicament. Acești parametri sunt: potența, intensitatea de acțiune, afinitatea, activitatea intrinsecă.
Pentru a putea produce un anumit efect medicamentul trebuie să aibă o afinitate chimică specifică și o activitate intrinsecă față de un anumit substrat din organism numit receptor farmacologic. Afinitatea chimică reciprocă dintre receptor și medicament conduce la cuplarea celor doi sub forma unui complex numit medicament-receptor. Activitatea intrinsecă a medicamentului semnifică capacitatea acestuia de a acționa acel receptor.

### Farmacocinetică
Farmacocinetica este o ramura a farmacologiei generale care urmărește drumul parcurs de medicament în organism plecând de la absorbție și continuând cu distribuția și eliminarea acestuia.

Variația în timp a concentrației plasmatice(C_{P} a unui medicament)

Prin absorbția medicamentului se înțelege fenomenul de pătrundere a acestuia de la nivelul locului de administrare în sânge. Căile de administrare a medicamentului pentru alegerea cărora absorbția reprezintă un parametru esențial sunt: calea orală, calea parenterală, calea cutanată, calea inhalatorie, calea de administrare la nivelul mucoaselor.
Distribuția medicamentului reprezintă fenomenul de dispersie a medicamentului la nivelul aparatelor și sistemelor din organism după deversarea acestuia în sânge. Medicamentele pot circula atât sub formă liberă cât și sub formă legată de proteinele plasmatice. 
Eliminarea medicamentelor din organism se poate realiza prin excreție urinară, metabolizare hepatică, salivă, fanere sau lapte matern.
Farmacocinetica unui medicament este măsurată cu ajutorul parametrilor farmacocinetici. Cei mai importanți astfel de parametrii sunt: concentrația plasmatică, volumul aparent de distribuție, aria de sub curba variației în timp a concentrației plasmatice (ASC), clearance-ul plasmatic, timpul de înjumătățire și biodisponibilitatea medicamentului.

### Farmacotoxicologie
Farmacotoxicologia reprezintă acea parte a farmacologiei generale care analizează reacțiile adverse și efectele nedorite ale medicamentului. Diferența dintre acestea este dată de gradul de periculozitate pentru sănătatea individului. Reacțiile adverse au un caracter nociv, în timp ce efectele nedorite nu au.
Farmacoepidemiologia investighează impactul medicamentelor asupra evoluției bolilor în populație.
Farmacovigilența reprezintă un sistem de monitorizare continuă a reacțiilor adverse ale produselor medicamentoase. În România există un departament specific în cadrul ANM care supraveghează orice reacție adversă semnalată de către medici în practica medicală.

## Farmacologie preclinică
Farmacologia preclinică este o specialitate a farmacologiei care studiază acțiunea medicamentelor asupra animalelor de laborator (șoareci, șobolani, iepuri, etc) sau asupra sistemelor biologice izolate (culturi de celule, organe, etc).
Pe baza rezultatelor acestor cercetări experimentale se elaborează teorii preliminarii asupra posibilelor acțiuni pe care substanțele le au la nivelul organismului uman.
Farmacologia preclinică are și o dimensiune etică deoarece administrarea unui produs nou medicamentos la om implică anumite riscuri. Chiar dacă rezultatele obținute pe organisme altele decât cele umane sunt satisfăcătoare, acestea nu asigură în totalitate rezultate identice asupra subiecților umani.

## Farmacologie clinică
Farmacologia clinică este o specialitate medicală care studiază acțiunea medicamentelor asupra omului prin intermediul studiilor clinice. Acestea pot confirma sau infirma rezultatele obținute în urma studiilor preclinice.
Farmacologia clinică reprezintă ultima etapă care trebuie parcursă înainte de autorizarea unui produs nou pe piața farmaceutică. Fără aceste confirmări terapeutice, o anumită substanță nu poate fi acceptată ca medicament de uz uman. 
Instituția care are rol de evaluare a documetației chimico-farmaceutice, preclinice și clinice și de autorizare a acestor produse noi în România este Agenția Națională a Medicamentului, în cadrul căreia își desfășoară activitatea persoane specializate atât în domeniul legislației medicamentului, cât și în domeniul medicinei și farmaciei.

### Studii clinice
Studiul clinic reprezintă cercetarea experimentală asupra administrării unui medicament la subiecții umani. Aceste studii trebuie conduse în conformitate cu normele GCP și cu legislația în vigoare din statul în care se desfășoară.
Obiectivele urmărite de studiile clinice sunt specificate în cele 4 faze ale acestora:

#### Fazele studiilor clinice
- Faza I - Prima administrare la om

după etapa preclinică (preautorizare)
Subiecții incluși în studiu sunt voluntari sănătoși. Se urmărește evaluarea farmacocineticii și evaluarea siguranței la administrare.
- Faza II - Primele experimente terapeutice (preautorizare)

Subiecții incluși în studiu sunt pacienți care prezintă boli susceptibile de a fi tratate cu medicamentul investigat. Se evaluează eficacitatea și siguranța administrării medicamentului respectiv. Rezultatele acestor studii au un caracter orientativ asupra utilizării ulterioare a medicamentului.
- Faza III - Confirmarea terapeutică (postautorizare)

Subiecții incluși în studiu sunt randomizați în două grupuri perfect comparabile din mai multe puncte de vedere. Un grup este tratat cu medicamentul de investigat, celălalt grup este tratat fie cu placebo, fie cu un medicament comparator. Aceste studii controlate au ca obiectiv determinarea eficacității și siguranței medicamentului. Rezultatele din această etapă sunt mai concludente decât cele din faza II.
- Faza IV - Utilizare terapeutică (postautorizare)

Studiile din această fază sunt studii clinice controlate ca și în faza III, și sunt conduse în acord cu condițiile descrise în Autorizația de Punere pe Piață (APP). Se urmărește evaluarea eficacității, reacțiile adverse pe termen lung și farmacocinetică specifică.

#### Tipuri de studii clinice
În funcție de:
- obiectivul urmărit

Studii clinice de eficacitate, Studii clinice de siguranță, Studii clinice de farmacocinetică, Studii clinice de bioechivalență
- loturile de subiecți implicați

Studii clinice necontrolate, Studii clinice controlate (Grupuri paralele), Studii clinice de cohortă
- raportarea temporală față de studiul clinic

Studii clinice prospective, Studii clinice retrospective
- cunoașterea prealabilă a medicamentului administrat de către medicul investigator și sau pacient

Studii clinice deschise, Studii clinice simplu-orb, Studii clinice dublu-orb

#### Părțile implicate în desfășurare
- Investigator: medicul de specialitate, farmacolog clinician pentru fazele 1 și 2 cu competențe dovedite și un medic de specialitate în domeniul acțiunii studiate a medicamentului propus, cu experiența dovedită în studii clinice, nu neapărat coordonator al unui centru medical în care se desfășoară studiul clinic
- Monitor clinic: persoana de legătură între investigator (centru unde se desfășoară studiul clinic) și sponsor
- Sponsor: producătorul produsului medicamentos evaluat în studiul clinic și solicitantul studiului clinic